# Grézolles
Grézolles è un comune francese di 284 abitanti situato nel dipartimento della Loira della regione dell'Alvernia-Rodano-Alpi.

## Storia

### Simboli
Lo stemma comunale riprende il blasone della famiglia de Gayardon de Grézolles.

## Società

### Evoluzione demografica
Abitanti censiti